# Populus × canadensis
Populus x canadensis, cunoscut sub numele plop canadian sau plop de Carolina, este un hibrid natural de Populus nigra și Populus deltoides. El este plantat frecvent de către arhitecții peisagiști. Printre soiurile sale sunt „Robusta” și „Aurea” („plop auriu de Carolina”), care a câștigat Premiul pentru Merit Grădinăresc al Societății Regale de Horticultură.
Sdfi